# Oliva de Plasencia
Pour les articles homonymes, voir Oliva.
Oliva de Plasencia est une commune de la province de Cáceres dans la communauté autonome d'Estrémadure en Espagne.